# Lijst van Psammophiidae
Onderstaand een lijst van alle soorten slangen uit de familie Psammophiidae. De familie telt 55 soorten in negen geslachten, één geslacht is monotypisch en wordt slechts door een enkele soort vertegenwoordigd. De lijst is gebaseerd op de Reptile Database.
- Soort Dipsina multimaculata
- Soort Hemirhagerrhis hildebrandtii
- Soort Hemirhagerrhis kelleri
- Soort Hemirhagerrhis nototaenia
- Soort Hemirhagerrhis viperina
- Soort Kladirostratus acutus
- Soort Kladirostratus togoensis
- Soort Malpolon insignitus
- Soort Malpolon moilensis
- Soort Malpolon monspessulanus
- Soort Mimophis mahfalensis
- Soort Mimophis occultus
- Soort Psammophis aegyptius
- Soort Psammophis afroccidentalis
- Soort Psammophis angolensis
- Soort Psammophis ansorgii
- Soort Psammophis biseriatus
- Soort Psammophis brevirostris
- Soort Psammophis condanarus
- Soort Psammophis crucifer
- Soort Psammophis elegans
- Soort Psammophis indochinensis
- Soort Psammophis jallae
- Soort Psammophis leightoni
- Soort Psammophis leithii
- Soort Psammophis leopardinus
- Soort Psammophis lineatus
- Soort Psammophis lineolatus
- Soort Psammophis longifrons
- Soort Psammophis mossambicus
- Soort Psammophis namibensis
- Soort Psammophis notostictus
- Soort Psammophis orientalis
- Soort Psammophis phillipsii
- Soort Psammophis praeornatus
- Soort Psammophis pulcher
- Soort Psammophis punctulatus
- Soort Psammophis rukwae
- Soort Psammophis schokari
- Soort Psammophis sibilans
- Soort Psammophis subtaeniatus
- Soort Psammophis sudanensis
- Soort Psammophis tanganicus
- Soort Psammophis trigrammus
- Soort Psammophis trinasalis
- Soort Psammophis zambiensis
- Soort Psammophylax kellyi
- Soort Psammophylax multisquamis
- Soort Psammophylax ocellatus
- Soort Psammophylax rhombeatus
- Soort Psammophylax tritaeniatus
- Soort Psammophylax variabilis
- Soort Rhamphiophis oxyrhynchus
- Soort Rhamphiophis rostratus
- Soort Rhamphiophis rubropunctatus